# تپه ور بورک
تپه ور بورک مربوط به هزاره ۵ قبل از میلاد - هزاره اول قم است و در شهرستان کوهدشت، بخش مرکزی، دهستان کوهدشت، ۲۰۰ متری غرب روستای تنگ قلا واقع شده و این اثر در تاریخ ۲۸ اسفند ۱۳۸۵ با شمارهٔ ثبت ۱۸۸۰۸ به‌عنوان یکی از آثار ملی ایران به ثبت رسیده است.